# 香港禮品及贈品展
香港禮品及贈品展（Hong Kong Gifts & Premium Fair）是每年春季由香港貿易發展局主辦的大型禮品及贈品專業展覽會，最初稱為「香港禮品及家庭用品展」，1985年為第一屆展覽會，是貿發局的重點展覽會之一。每年4月尾於香港會議展覽中心舉行，目前是亞洲最大型的同類展覽，也是全球第二大的業內展覽，僅次於德國法蘭克福禮品展（Paperworld Frankfurt）。
2010年，香港禮品及贈品展將有38個國家及地區超過4,000家優質參展商。會場特設多個主題展區，包括卓越廊、精品薈萃、小型擺設及裝飾品、戶外及旅遊用品，以及新婚賀禮及用品。

## 相關活動

### 卓越展區
香港禮品及贈品展特別設立環境優雅的「卓越廊」（The Hall of Fine Designs） ，匯聚最優秀的產品系列，成為展場內的矚目焦點。除個別參展商外，尚有推廣香港原創設計的「香港設計產品協會」（Hong Kong Design Maker Association）會員展館及香港產品及包裝設計服務展館（Hong Kong Product & Packaging Design Services Pavilion）。

### 「延展關懷」展品捐贈行動
參展商可以在展覽結束後，將展品經貿發局捐贈予香港社會服務聯會屬下300多間機構會員。連續三次或以上捐贈的參展商可獲公佈名字於展覽場地的鳴謝板上。

## 相關項目
- 香港國際印刷及包裝展於同期在亞洲國際博覽館舉行。

## 外部連結
- 香港禮品及贈品展官方網頁